# Landtagswahl in Salzburg 1979
- SPÖ: 14
- ÖVP: 17
- FPÖ: 5

Die Landtagswahl in Salzburg 1979 wurde am 25. März 1979 durchgeführt und war die achte Landtagswahl im Bundesland Salzburg in der Zweiten Republik. Die Österreichische Volkspartei (ÖVP) verlor dabei 1,8 Prozent und ein Mandat, wobei die ÖVP mit 45,4 Prozent 17 Abgeordnete im neugewählten Landtag stellte. Die Sozialistische Partei Österreichs (SPÖ) konnte nach den schweren Verlusten bei der Landtagswahl 1974 wieder zulegen und verbuchte ein Plus von 2,9 Prozent sowie den Gewinn eines Mandats. Mit 39,1 Prozent konnte die SPÖ 14 der 36 Mandatare stellen. Die Freiheitliche Partei Österreichs (FPÖ) setzte ihren Abwärtstrend von 1974 hingegen fort und verlor 2,2 Prozent. Mit einem Stimmenanteil von 13,3 Prozent konnte die FPÖ jedoch ihren Mandatsstand von fünf Mandaten halten. Die Kommunistische Partei Österreichs (KPÖ) scheiterte hingegen mit 0,4 Prozent zum siebenten Mal in Folge am Einzug in den Landtag. Diesen verpasste auch die „Vereinte Bürgerinitiativen "Rettet Salzburg" - Bürgerliste“ (BL), die nur im Wahlkreis Salzburg-Stadt kandidiert hatte und 1,8 Prozent erzielt hatte.
Der Landtag der 8. Gesetzgebungsperiode konstituierte sich in der Folge am 16. Mai 1979 und wählte am selben Tag die Landesregierung Haslauer II zur neuen Salzburger Landesregierung.

## Gesamtergebnis
|                                         | Ergebnisse 1979 | Ergebnisse 1979 | Ergebnisse 1979 | Ergebnisse 1974  | Ergebnisse 1974  | Ergebnisse 1974  | Differenzen | Differenzen | Differenzen |
| --------------------------------------- | --------------- | --------------- | --------------- | ---------------- | ---------------- | ---------------- | ----------- | ----------- | ----------- |
| Wahlberechtigte                         | 283.202         | 283.202         | 283.202         | 267.089          | 267.089          | 267.089          | + 16.113    | + 16.113    | + 16.113    |
| Wahlbeteiligung                         | 82,42           | 82,42           | 82,42           | 83,43 %          | 83,43 %          | 83,43 %          | - 1,01 %    | - 1,01 %    | - 1,01 %    |
|                                         | Stimmen         | %               | Mand.           | Stimmen          | %                | Mand.            | Stimmen     | %           | Mand.       |
| Abgegebene Stimmen                      | 233.419         |                 |                 | 222.830          |                  |                  | + 10.589    |             |             |
| Ungültig                                | 1.992           | 0,85 %          |                 | 2.400            | 1,08 %           |                  | - 408       | - 0,23 %    |             |
| Gültig                                  | 231.427         | 99,15 %         |                 | 220.430          | 98,92 %          |                  | + 10.997    | + 0,23 %    |             |
| Partei                                  |                 |                 |                 |                  |                  |                  |             |             |             |
| Österreichische Volkspartei (ÖVP)       | 105.073         | 45,40 %         | 17              | 103.991          | 47,18 %          | 18               | + 1.082     | - 1,78 %    | - 1         |
| Sozialistische Partei Österreichs (SPÖ) | 90.449          | 39,08 %         | 14              | 79.771           | 36,19 %          | 13               | + 10.678    | + 2,89 %    | + 1         |
| Freiheitliche Partei Österreichs (FPÖ)  | 30.703          | 13,27 %         | 5               | 34.099           | 15,47 %          | 5                | - 3.396     | - 2,20 %    | ± 0         |
| Bürgerliste                             | 4.256           | 1,84 %          | 0               | nicht kandidiert | nicht kandidiert | nicht kandidiert | + 4.256     | + 1,84 %    | ± 0         |
| Kommunistische Partei Österreichs (KPÖ) | 946             | 0,41 %          | 0               | 2.569            | 1,17 %           | 0                | - 1.623     | - 0,76 %    | ± 0         |
| Gesamt                                  | 231.427         | 100,00 %        | 36              | 220.430          | 100,00 %         | 36               | + 10.997    |             |             |